# دارک کامت
دارک کامت (به انگلیسی: DarkComet)یک نرم‌افزار مدیریت از راه دور (Rat) است که توسط ژان پیر لسوئر (شناخته شده به عنوان DarkCoderSc)، برنامه‌نویس مستقل و کدگذار امنیت سیستم‌های کامپیوتری توسعه داده شد. اگر چه این نرم‌افزار در سال ۲۰۰۸ توسعه داده شد، ولی در آغاز سال ۲۰۱۲ شروع به تکثیر شد. دارک کامت به کاربر اجازه می‌دهد سیستم هارا به استفاده از رابط گرافیکی کنترل کند. این نرم‌افزار ویژگی‌های بسیاری دارد که به کاربر اجازه می‌دهد تا از آن به عنوان یک ابزار کمک مدیریتی از راه دور استفاده کند؛ با این حال، دارک کامت می‌تواند به صورت غیرقانونی استفاده شود. دارک کامت معمولاً برای جاسوسی بر روی سیستم قربانیان با استفاده از کنترل صفحه نمایش، ثبت و ورود یا شکستن رمز عبور، مورد استفاده قرار می‌گیرد.

## تاریخچه

### سوریه
دارک کامت در سال ۲۰۱۴ به درگیری‌های سوریه در ارتباط بود. مردم سوریه با استفاده از اتصالات امن برای دور زدن سانسور دولت و نظارت بر اینترنت را آغاز کردند. این باعث شد که دولت سوریه با توسل به استفاده از نرم‌افزارهای رَت برای جاسوسی بر روی غیرنظامیان شد. بسیاری معتقدند که این همان چیزی است که باعث دستگیری بسیاری از فعالان در سوریه شد.
این نرم‌افزار از طریق یک «پیام تله گذاری شده چت اسکایپ» که این پیام با آیکون فیس بوک که در واقع یک فایل اجرایی که برای نصب دارک کامت طراحی شده بود؛ توزیع شد. پس از آلوده شدن سیستم قربانی، همان پیام را به سایر افراد ارسال کرد.
هنگامی که دارک کامت به رژیم سوریه در ارتباط بود، لسوئر توسعه این نرم‌افزار را توقف کرد و گفت: «هرگز تصور نمی‌کردم ک این نرم‌افزار می‌تواند توسط یک کشور برای جاسوسی استفاده شود».

### هدف پارسه نظامی و دولت
در سال شرکت 2012 Arbos شواهدی از شروع استفاده دارک کامت برای هدف‌های نظامی و پارسه توسط هکرهای ناشناخته از آفریقا پیدا کرد. در آن زمان، آن‌ها عمدتاً در ایالات متحده هدف قرار دادند.

## ساختار و ویژگی‌ها

### ساختار
DarkComet مانند بسیاری دیگر از نرم‌افزارهای رَت از یک اتصال_معکوس استفاده می‌کند. هنگامی که فایل اجرایی دارک کامت اجرا می‌شود، به کاربر اجازه می‌دهد که سیستم قربانی را کنترل کند. در این مرحله کاربر می‌تواند سیستم هدف را به‌طور کامل کنترل کند.

### ویژگی‌ها
در زیر لیستی از ویژگی‌های (دارک کامت) است که جامع نیست اما می‌توانند خطرناک باشند. بسیاری از این ویژگی به کاربر اجازه دهد تا سیستم هدف را به‌طور کامل کنترل کند.
- خاصیت‌های جاسوسی
  - ضبط وب کم
  - کنترل از راه دور دسکتاپ
  - کیلاگر
  - فعال کردن پورت‌ها
  - تسهیم کردن شبکه
  - اتصال به شبکه
  - ای پی اسکنر
  - مرور در اینترنت
  - تغییر مسیر IP/Port
  - نقاط دسترسی وای فای
  - خاموش کردن سیستم
  - راه اندازی مجدد
  - خروج از سیستم
  - قفل کامپیوتر
  - راه اندازی مجدد سرور
  - حذف سرور
  - حذف، آپلود و اجرای فایل‌ها
- ویرایش از راه دور سرور
- به روز رسانی سرور

دارک کامت همچنین دارای برخی از «ویژگی‌های سرگرم کننده» است:
- سرگرم‌کننده مدیر
- مایکروسافت خوان
- چت از راه دور
- جعبه پیام

## تشخیص
دارک کامت از راه‌های متعدد به سیستم قربانی وارد می‌شود؛ اما معمولاً از طریق اینترنت (سایت‌های غیرقابل اطمینان) به سیستم هدف وارد می‌شود. سیستم را می‌توان با اسفاده از آنتی ویروس‌های آپدیت شده از از دارک کامت محافظت کرد.